# دیو و جادوگر
دیو و جادوگر (ژاپنی: 魔女と野獣 هپبورن: Majo to Yajū) یک مجموعه مانگای ژاپنی است که توسط کوسوکه ساتاکه نوشته و مصورسازی شده است. چاپ مجموعه از نوامبر ۲۰۱۶ در سومین یانگ مگزین آغاز شد و تا زمانی که این مجله شمارهٔ پایانی خود را منتشر کرد، چاپ مجموعه به ماهنامه یانگ مگزین انتقال یافت. تا اوت ۲۰۲۲، فصل‌های جداگانه آن در ۱۰ جلد تانکوبون جمع‌آوری شده‌اند. بر پایه نسخه مانگا یک مجموعه تلویزیونی انیمه دوازده قسمتی نیز توسط استودیوی یوکوهاما انیمیشن رابو دستمایه اقتباس قرار گرفت که از ژانویه تا آوریل ۲۰۲۴ پخش شد.

## داستان
داستان مجموعه در یک دنیای جادویی خیالی متشکل از هشت قاره همراه با تأثیرگذارترین سازمان جهان، کلیسای مقدس جهانی، واقع در نخستین قاره در سمت غرب، جریان دارد. در جزیره‌ای دورافتاده بین قاره‌های هفتم و هشتم گودالی بی‌انتها تحت نام «فال» دارای هفده طبقه وجود دارد که هر کدام دنیای مستقل و متفاوتی دارند. وقایع سری حول محور آشاف، نمایندهٔ قد بلند کلیسا و همکارش گیدو متمرکز است، که ظاهری شبیه به یک دختر دارد، اما خود دیگر قدرتمند و نقابدارش در تابوتی قرار دارد که به پشت آشاف بسته شده است. آن‌ها از طرف انجمن رزونانس جادویی وظیفه دارند تا جادوگران سرکش را شناسایی و به دست عدالت بسپارند و همچنین به دنبال جادوگر خاصی که گیدو را طلسم کرده است و تهدیدی جدی برای جامعه به‌شمار می‌رود، از کشوری به کشور دیگر سفر می‌کنند.